# Rick Waltmann
Rick Waltmann (Nieuwegein, 29 oktober 1985) is een Nederlands radio-dj en was station-manager voor het landelijke radiostation Sublime.
Waltmann startte zijn radiocarrière bij het lokale Nieuwegein Radio & Radio 9 dat te ontvangen was in de omgeving van Lopik. In 2004 was Waltmann te horen op het landelijke radiostation van ID&T waar hij de middagshow Studio54 en The Road To Ambassador presenteerde. 
Na een aantal jaren radiostilte, besloot Waltmann het presenteren weer op te pakken. In 2012 was hij op zaterdag en zondagavond tussen 18.00 uur en 21.00 uur te horen met het programma RicksWeekend op Sterren 24.
Vanaf januari 2013 presenteerde hij op zaterdagmiddag van 12.00 uur tot 14.00 uur het gelijknamige programma RicksWeekend, dat uitgezonden werd op Bingo FM en waarin hij wekelijks Nederlandstalige gasten ontving. Naast het Nederlandstalige genre presenteerde Waltmann nog enkele programma's op KX Radio, dat destijds onderdeel was van AVROTROS..

## WildFM Hitradio
In augustus 2015 werd Waltmann aangesteld als station-manager van het regionale radiostation WILD FM Hitradio. In 2016 werd onder zijn leiding de naam WildFM gewijzigd in 'Wild Hitradio'.. In Juli 2017 nam Waltmann de functie van algemeen directeur voor zijn rekening.. In april 2018 legde Waltmann zijn taken als algemeen directeur & station-manager van WILD FM Hitradio neer na een overname door Emons Media.

## Radio Decibel & Radio Royaal
Op 8 juni 2018 werd bekend dat Waltmann een doorstart maakte bij het regionale radiostation Radio Decibel (commercieel) waar op 15 januari 2019 bekend werd dat deze zender per 1 februari 2019 stopte met uitzenden via haar FM-frequenties en alleen nog via de digitale kabel te horen zou zijn. Op de frequenties van Radio Decibel (commercieel) was per 1 februari 2019 Radio Royaal te horen. Waltmann had naast een dagelijks ochtendprogramma de functie als station-manager.
Op 30 september 2019 maakte Radio Decibel (commercieel) bekend dat Radio Royaal uit de ether zou verdwijnen en Radio Decibel (commercieel) wederom zou terugkeren op haar frequenties.

## Sublime
Eind oktober 2019 begon Waltmann met de functie als station-manager bij het landelijke radiostation Sublime en daarmee volgde hij Sander de Heer op. Waltmann was voor deze aanstelling sinds december 2018 al werkzaam bij het radiostation als technisch chef. In mei 2022 werd bekend dat Waltmann na vier jaar stopt met zijn leidinggevende functie.

## Radio 555
In maart 2022, is Waltmann namens alle landelijke radiozenders aangesteld als vormgevingscoördinator van de landelijke actiedag 'Radio 555' dat in het teken stond van de oorlog in Oekraïne.

## Nominatie in de Radio 50
Waltmann werd in oktober 2019 genomineerd in de Radio 50, een lijst van personen die veel invloed hebben in de Nederlandse radiowereld. Op de lijst stonden onder anderen John de Mol jr. en Erik de Zwart. De lijst was samengesteld op basis van een enquête onder 43.000 personen uit de mediawereld. Ook in 2020 en 2021 werd Waltmann genomineerd voor 'meest invloedrijke persoon in de Nederlandse Media'. Verder dan deze nominaties kwam het niet